# Gabe Kaplan
Gabriel W. Kaplan, detto Gabe (Brooklyn, 31 marzo 1945), è un comico, attore, giocatore di poker e commentatore di poker statunitense.

## Filmografia parziale

### Cinema
- Fast Break, regia di Jack Smight (1979)
- Tulips, regia di Rex Bromfield, Mark Warren e Al Waxman (1981)
- Jack the Dog, regia di Bobby Roth (2001)

### Televisione
- I ragazzi del sabato sera (Welcome Back, Kotter) – serie TV, 95 episodi (1975-1979)
- Lewis & Clark – serie TV, 13 episodi (1981-1982)
- La signora in giallo (Murder, She Wrote) – serie TV, episodio 1x02 (1984)

## Poker
Ha fatto la sua prima apparizione alle World Series of Poker nel 1978. Nel luglio del 2004, si classifica in terza posizione in una tappa del World Poker Tour, vincendo poco più di $250,000. Nel 2005 è inoltre arrivato secondo nel torneo $5000 Limit Hold 'Em delle WSOP, vincendo $222,515.
Kaplan è stato il principale commentatore televisivo delle WSOP del 1997 e del 2002. Nel 2007, ha vinto l'episodio "Queens and Kings" del Poker After Dark, battendo in heads-up Kristy Gazes, e avendo la meglio su giocatori del calibro di Howard Lederer, Ali Nejad, Vanessa Rousso e Annie Duke. Alle WSOP del 2007 è arrivato nono nel torneo $50,000 World Championship H.O.R.S.E, vincendo $131,424. Nel 2008 vince nuovamente l'episodio "Cowboys" del Poker After Dark contro Chris Ferguson, Andy Bloch, Chau Giang, Hoyt Corkins e Doyle Brunson.
Al 2015, il totale delle sue vincite nei tornei live supera i $1,991,248, di cui $539,159 vinti alle WSOP.

## Doppiatori italiani
Nelle versioni in italiano delle opere in cui ha recitato, Gabe Kaplan è stato doppiato da:
- Dante Biagioni ne I ragazzi del sabato sera (st. 1)
- Luigi Diberti ne I ragazzi del sabato sera (st. 2-4)
- Gianfranco Gamba in Lewis & Clark
- Eugenio Marinelli in La signora in giallo